# Alloea striata
Alloea striata är en stekelart som beskrevs av Robert A.Wharton och Chou 1985. Alloea striata ingår i släktet Alloea och familjen bracksteklar. Inga underarter finns listade i Catalogue of Life.